# أطوار A15

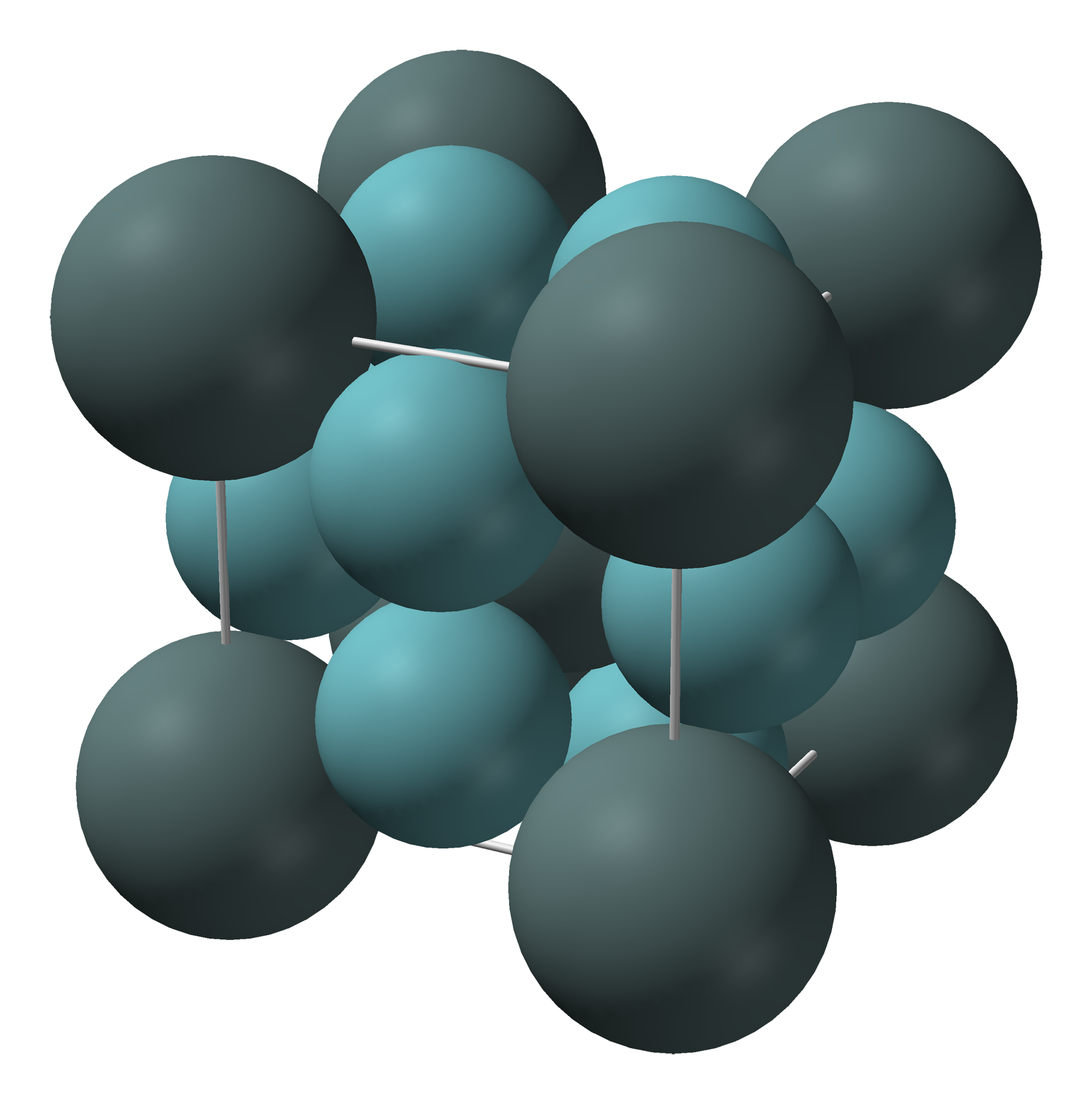
وحدة الخلية في مثال على واحد من أطوار A15 في مركب Nb_{3}Sn

أطوار A15 هي سلسلة من المركبات بين الفلزية التي تتبع الصيغة العامة A3B، حيث A تمثل فلز انتقالي وB أي فلز آخر، والمتميزة ببنية خاصة. تتميز العديد من هذه المركبات بموصلية فائقة. يتميز عنصر التنغستن من بين العناصرالأخرى بمقدرته على تشكيل متآصل من نمط أطوار A15؛ وكانت هذه الأطوار أول ما اكتشفت في عنصر التنغستن سنة 1931.
من الأمثلة الشهيرة على المركبات بين الفلزية من أطوار A15 سبيكة النيوبيوم والقصدير Nb3Sn، وكذلك Cr3Si (سيليسيد الكروم).